# Collection Verzocchi
La collection Verzocchi, ou Galerie Verzocchi : le travail dans la peinture contemporaine (Il lavoro nella pittura contemporanea), est une collection originale de tableaux de commande autour du thème du travail, constituée à Forlì entre 1949 et 1950 par l'industriel italien Giuseppe Verzocchi.

## Histoire
Giuseppe Verzocchi (1887-1970) était un industriel milanais natif de Forlì, en Émilie-Romagne, spécialisé dans la fabrication de matériaux réfractaires, en particulier de briques. Souhaitant unir l'art contemporain et l'industrie, il commanda à plus de 70 peintres italiens une œuvre aux dimensions préétablies (90 × 70 cm) sur le thème du travail, ainsi qu'un autoportrait, contre la somme de 100 000 lires par tableau, assortie d'une promesse d'exposition publique. Parmi les peintres qui acceptèrent, on peut citer Giorgio De Chirico, Carlo Carrà, Renato Guttuso ou Mario Sironi.
Giuseppe Verzocchi conçoit l'art comme un véhicule social, et commande une collection simple et inclusive. Il déclare dans un entretien avec le magazine Life magazine en 1950 qu'il ne pouvait discerner un Titien d'un Picasso, une manière d'affirmer sa vision universaliste de l'art.
L'appartenance de ces toiles à la collection est attestée par la présence dans chacune d'entre elles de la représentation d'une brique portant le sigle « V & D », marque de fabrique des entreprises « Verzocchi & De Romano ».
La collection fut présentée pour la première fois à la Biennale de Venise en 1950, puis Verzocchi fit don de l'ensemble à la commune de Forli le 1er mai 1961.
Lors de l'exposition de la collection à la Triennale de Milan en 1986, vingt et un tableaux furent volés mais on parvint rapidement à les retrouver. Deux d'entre eux furent néanmoins détruits pendant les opérations de récupération.
L'exposition à Rome, en mai-juin 2004, donna lieu à la publication d'un catalogue actualisé.
La collection a aujourd'hui regagné sa place à la pinacothèque de Forli. Elle se visite sur demande.

## La collection
La collection Verzocchi comprend, en plus de l'autoportrait de chacun des artistes :
- Afro, Tenaglia e camera oscura
- Amerigo Bartoli Natinguerra, L'impiegato
- Luigi Bartolini, Le mietitrici
- Aldo Bergamini, Pittrice di ceramiche
- Ugo Bernasconi (it), Vangatori
- Renato Birolli, Il porto di Nantes
- Marcello Boccacci, La stiratrice
- Leonardo Borgese (it), Indossatrici
- Pompeo Borra, Compagni di lavoro
- Giovanni Brancaccio (en), Pescatori di fondo
- Gastone Breddo (it), Il ciabattino
- Anselmo Bucci, Il ponte sul Metauro
- Guido Cadorin (it), Pittori di barche
- Corrado Cagli, Il vasaio
- Massimo Campigli, L'architrave
- Domenico Cantatore (en), Cucitrice
- Giuseppe Capogrossi, Lavoro
- Felice Carena, Lo scultore
- Aldo Carpi, Studio del pittore
- Carlo Carrà, Costruttori
- Felice Casorati, Mani, oggetti, testa...
- Bruno Cassinari, Pescatori del porto di Antibes
- Primo Conti, Giardiniere
- Antonio Corpora, I lavoratori del mare
- Giorgio De Chirico, Forgia di Vulcano
- Raffaele De Grada, Massaie al lavoro
- Fortunato Depero, Tornio e telaio
- Filippo De Pisis, Piccolo fabbro
- Francesco De Rocchi (en), Semina di primavera
- Antonio Donghi, Carico di fascine
- Cesare Fratino, La pressa idraulica
- Achille Funi, Lo scultore
- Bepi Galletti, Allieve di pittura
- Luciano Gaspari, Merlettaia di Burano
- Romano Gazzera, I pionieri
- Virgilio Guidi, Il lavoro del metallo
- Renato Guttuso, Bracciante siciliano
- Mino Maccari, Scuola di pittura
- Mario Mafai, Gli scaricatori di carbone
- Concetto Maugeri (it), Ricostruzione
- Francesco Menzio, Nello studio
- Giuseppe Migneco, Contadino che zappa
- Cesare Monti, Ai campi
- Enzo Morelli (it), La strada nuova
- Mattia Moreni, La fucina
- Ennio Morlotti, Riparatrici di reti
- Marco Novati, "El remer" (Il fabbricante di remi)
- Giuseppe Novello (en), Ricamatrice
- Cipriano Efisio Oppo, La fiorista
- Carlo Parmeggiani (it), Il santo lavoro
- Fausto Pirandello, I vangatori
- Armando Pizzinato, I costruttori di forni
- Enrico Prampolini, Il lavoro del tempo (Ritmi geologici)
- Ottone Rosai, I muratori
- Bruno Saetti (en), La mondina
- Alberto Salietti (it), La vendemmia
- Aldo Salvadori (it), La modella
- Giuseppe Santomaso, Piccola vetreria
- Aligi Sassu, Il campo arato
- Pio Semeghini, Piccola merlettaia
- Gino Severini, Simboli del lavoro
- Mario Sironi, Il lavoro
- Ardengo Soffici, La vangatura
- Orfeo Tamburi, La fornace
- Fiorenzo Tomea (en), Il raccolto dell'orzo
- Arturo Tosi, Terre arate
- Giulio Turcato (en), Gli scaricatori
- Gianni Vagnetti, Il lavoro del pittore
- Italo Valenti (it), Le locomotive
- Emilio Vedova, Interno di fabbrica
- Mario Vellani Marchi (en), Piccole merlettaie buranelle
- Umberto Vittorini, Donna che lavora

## Expositions
- 2015 : Le travail dans les champs de la collection Verzocchi au Palazzo Romagnoli[4]